# Lucy Porter

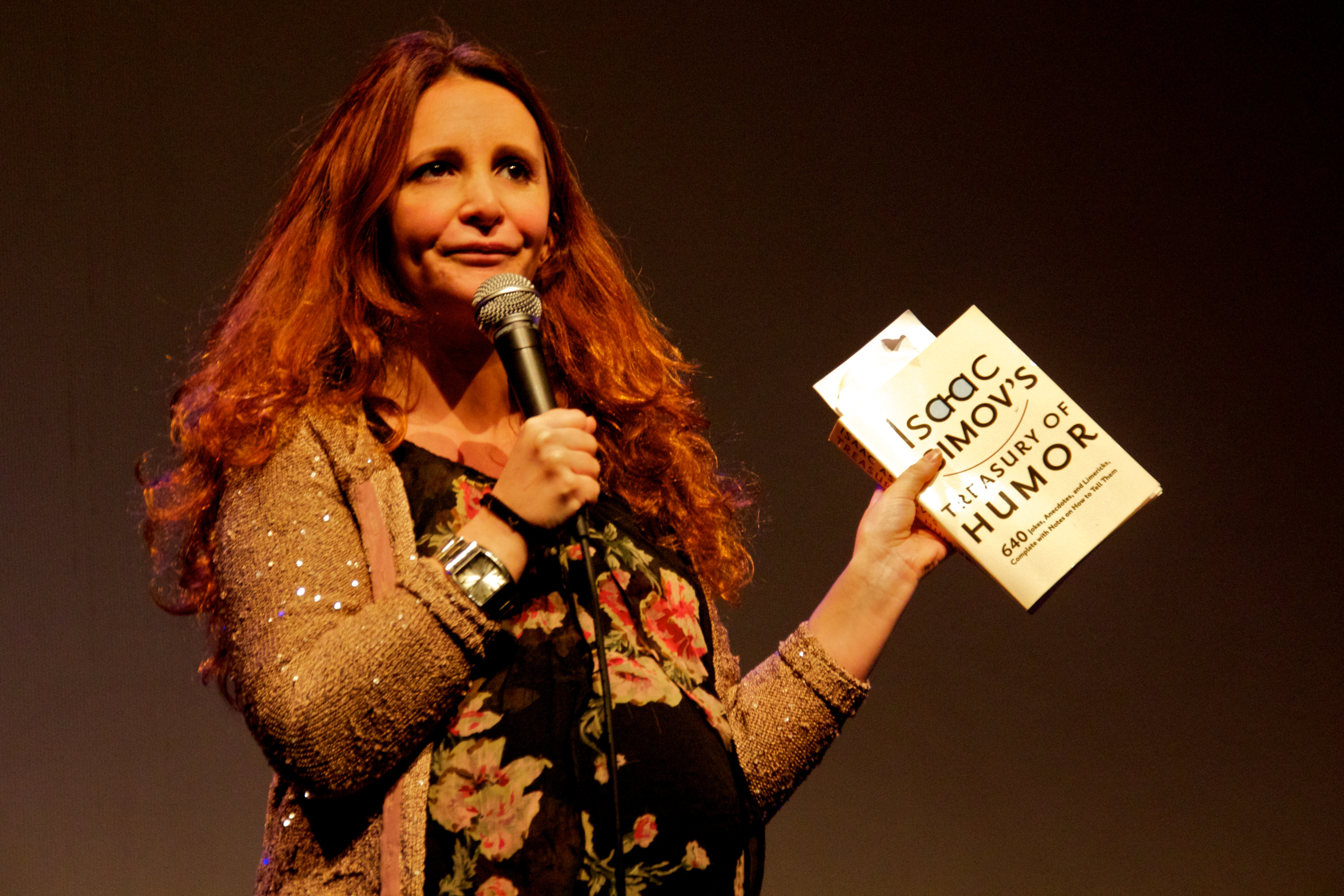
Porter falando no Bright Club Londres, em novembro de 2011.

Lucy Donna Porter (nascida em 27 de janeiro de 1973) é uma atriz, escritora, apresentadora e comediante inglesa. Ela já se apresentou no Edinburgh Fringe, no Brighton Festival e diversos outros clubes da Grã-Bretanha. Ela também é uma apresentadora constante na BBC Radio 4 em vários programas de painel, incluindo Quote. . . Unquote e The Personality Test .

## Vida pessoal
Porter nasceu em Croydon, no sul de Londres, e  estudou na Wallington High School for Girls . Ela é casada com Justin Edwards e eles possuem dois filhos.
Ela possui uma estatura baixa, revelando durante uma aparição no QI que tem apenas 1 metro e 50 cm, enquanto o marido possui 1 metro e 96 cm.

## Carreira
Após formar em  literatura inglesa pela Universidade de Manchester, Porter trabalhou como jornalista no Big Issue in The North . Ela começou a apresentar shows de  stand-up enquanto trabalhava como pesquisadora para a Granada Television, em programas como The Mrs Merton Show. Sua primeira apresentação foi em um clube em Chester, um local que ela escolheu porque era longe o suficiente de casa para que, se corresse mal, ninguém a conhecesse.
Como atriz, ela fez breves aparições em Life's a Pitch e Absolute Power. Ela apresentou um comercial de TV para a empresa de telefonia móvel One2One durante o ano de 2000.  Seu primeiro papel de destaque foi ao lado de Christian Slater na versão teatral de One Flew Over the Cuckoo's Nest no Edinburgh Fringe em 2004. Ela reprisou seu papel de enfermeira para a produção de 2005 em Londres.
Em 2005, ela fez  aparições frequentes no Broken News como Claudia Van Sant.
Ela foi uma das escritoras de todas as nove séries de Parsons and Naylor's Pull-Out Sections, aparecendo como convidada especial em muitas edições. Porter estrelou The Powder Room ao lado de Julia Morris e Gina Yashere, que também foi transmitido pela BBC Radio 2.
Ela escreveu os roteiros de duas séries de Anthea Turner: Perfect Housewife, da BBC Three.
Ela teve participações especiais em vários programas de painel, incluindo o primeiro episódio de Rob Brydon 's Annually Retentive (julho de 2006). Ela apareceu no programa de perguntas e respostas satíricas Have I Got News for You (32ª série, programa 7),  Never Mind the Buzzcocks e Mock the Week . {Temporada 7 Episódio 3}.
Em maio de 2007, Porter tornou-se apresentador de um podcast do The
Guardian, Many Questions e mais recentemente, The Heckle. Em junho de 2007, Porter ficou em segundo lugar em uma edição de celebridades de The Weakest Link. Porter apareceu em 2007 no ITV2 's Comedy Cuts, um programa que apresenta o melhor do circuito britânico de comédia stand-up.
Em 2008, ela começou a trabalhar como capitã de equipe no jogo de painel Act Your Age da BBC Radio 4.
Lucy Porter gravou seu show de stand-up The Good Life para um lançamento em DVD pelo gravadora independente Go Faster Stripe, e apareceu nas séries de 2008 e 2009 de Mock the Week.
Ela foi o ato de aquecimento para as exibições da série de televisão de Mitchell &amp; Webb no BBC TV Center.
Em 2009, Porter levou seu show The Bare Necessities em uma turnê, se apresentando em 30 datas entre fevereiro e junho.
Em novembro de 2009, Lucy apareceu no LIVEstock 2009: Friends of the Earth 's comédia e evento musical no Hammersmith Apollo em apoio à Campanha da Cadeia Alimentar do grupo de campanha verde para uma agricultura ecológica. No mesmo mês, Lucy apareceu no Celebrity Mastermind, alcançando uma pontuação recorde de 35 com Steve Martin como seu assunto especializado.
O casamento de Porter no final de 2009 com seu parceiro de longa data, o também comediante Justin Edwards, levou a uma reescrita substancial de seu bem-sucedido show Fringe do Festival de Edimburgo de 2009, Fool's Gold, para sua turnê de 2010 no Reino Unido. No roteiro original, Lucy afirmou que provavelmente nunca se casaria por causa de uma "alergia ao ouro", o que significa que ela nunca seria capaz de colocar uma aliança de casamento, na turnê, ela fez uma referência autodepreciativa ao material original, visto que ela era casada na época.
Porter apresentou o FirstPlay, uma "revista" digital semanal para clientes europeus no PlayStation 3. Ela apresenta o programa sucessor, Access, que ainda está disponível semanalmente na PlayStation Network.
Em 2011, Porter competiu ao lado de Ed Byrne no Pointless Celebrities, acabando por perder na penúltima rodada.
Porter criou Screaming with Laughter, um clube de comédia para mães e bebês à tarde. O clube percorre o país para jogar para pais com crianças menores de um ano.
Em 2014, ela escreveu sua peça teatral de estreia, The Fair Intellectual Club, que estreou no Festival Fringe de Edimburgo no Assembly Rooms, dirigido por Marilyn Imrie. Porter desenvolveu isso em uma série de comédia de mesmo nome para a BBC Radio 4, apresentando grande parte do mesmo elenco e também dirigida por Imrie.  Ela desde então expressou um desejo de escrever mais peças para o Festival no futuro.
Porter Fez aparições especiais em 3 episódios de QI, nas séries L, M e N.
Em fevereiro de 2017, Porter foi um convidado no Leicester Square Theatre Podcast de Richard Herring . Porter, junto com a quizzer profissional Jenny Ryan, lançou em 2018 o Fingers On Buzzers, um podcast sobre quiz e game shows. Junto com Ryan, Porter voltou ao Podcast do Leicester Square Theatre de Richard Herring no início de 2019, e eles discutiram Fingers On Buzzers e outros tópicos.
Em março de 2021, Porter apresentou o jogo do painel Radio 4 Just a Minute . Ela foi a sexta apresentadora convidada na primeira série desde a morte de Nicholas Parsons, que havia apresentado quase todos os episódios do programa desde sua criação em 1967.
Em 06 de junho de 2021 ela apareceu no quarto episódio do Programa da BBC Radio 4 The Confessional A série é escrita e apresentada por Stephen Mangan.
Em 04 de março de 2022 ela fez uma participação em um episódio de EastEnders .

## Shows ao vivo
1999

The Gilded Balloon (Edinburgh  Festival Fringe)
2002
The Stonewall Gala
2003

Live at the Underbelly (Edinburgh Festival Fringe)
2004

Lady Luck (Edinburgh Festival Fringe)
One Flew Over The Cuckoo's Nest2005
2005

Happiness
Stand Up for Freedom
2006

The Good Life (turnê pelo Reino Unido também lançada em DVD)
Stand up for Freedom
2007

Lucy Porter's Love In (turnê pelo Reino Unido)
2008

Lucy and Des Show of
The Bare necessities (Edinburgh Festival Fringe)
2009

The Bare Necessities (turnê pelo Reino Unido)
(6–31 de agosto) Festival Fringe de Edimburgo: Fool's Gold
(12 de novembro) LIVEstock 2009, o evento musical e cômico da Friends of the Earth
2010

Fool's Gold (turnê pelo Reino Unido)
2012

People Person (Edinburgh Festival Fringe)
2013

People Person (turnê pelo Reino Unido)
Northern Soul (Edinburgh Festival Fringe)
2018

Pass It On (Edinburgh Festival Fringe)